# IN Волка
IN Волка (лат. IN Lupi), HD 142994 — одиночная переменная звезда в созвездии Волка на расстоянии приблизительно 514 световых лет (около 158 парсеков) от Солнца. Видимая звёздная величина звезды — от +7,2m до +7,15m.

## Характеристики
IN Волка — белая пульсирующая переменная звезда типа Дельты Щита (DSCTC) спектрального класса F0VkA3mA3, или F2VkA3mA3, или hF2VkA5mA5, или A3Va**, или A3/5II, или A4II, или F0. Радиус — около 3,46 солнечных, светимость — около 26,53 солнечных. Эффективная температура — около 7041 K.